# Whillan Beck
Der Whillan Beck ist ein Wasserlauf im Lake District, Cumbria, England.
Der Whillan Beckt entsteht als Abfluss des Burnmoor Tarn und fließt in südlicher Richtung bis zu seiner Mündung in den River Esk am Haltepunkt Beckfoot der Ravenglass and Eskdale Railway.